# تحالف القوى الديمقراطية (بوركينا فاسو)
تحالف القوى الديمقراطية (بالفرنسية: Coalition des Forces Démocratiques)‏ كان تحالفا سياسيا في بوركينا فاسو.

## التاريخ
تم تشكيل التحالف في الفترة التي تسبق الانتخابات البرلمانية لعام 2002 كتحالف لاتفاق الديمقراطية والاتحاد واتحاد الخضر من أجل تنمية بوركينا وحركة التسامح والتقدم والتجمع الديمقراطي الأفريقي - جبهة الرافضين.
وفاز التحالف بخمسة مقاعد في الانتخابات، وتم تكليفه بمنصب وزاري مسؤول عن التعليم الابتدائي ومحو الأمية.
اتفاق الديمقراطية والاتحاد والخضر شكلوا لاحقا اتفاقية تحالف القوى الديمقراطية قبل انتخابات 2007.